# Pedro Vallana
Pedro Vallana (Getxo/Baszkföld, 1897. november 29.–Uruguay, Montevideo, 1980. július 4. ) spanyol labdarúgó, nemzetközi labdarúgó-játékvezető. A Spanyol polgárháború elől Uruguayba emigrált, ahol sportriporterként, újságíróként tevékenykedett. Teljes neve Pedro Vallana Jeanguenat.

## Pályafutása
1912–1929 között az Arenas Club de Getxo csapatban jobbhátvéd pozícióban játszott. Atlétikai képessége kiemelkedő volt, Bizkaiában 1922–1928 között több alkalommal megnyerte a 100 méteres síkfutást. 1919-ben megnyerték a Spanyol labdarúgókupát, 1917-ben, valamint 1925-ben és 1927-ben ezüstérmesek. Négy alkalommal (1917, 1919, 1922, 1927) megnyerték a regionális bajnokságot. A csapat játékosállománya 1920–1928 között a Spanyol labdarúgó-válogatott alapemberei közé tartozott, 12 alkalommal szerepelt a válogatottban. Az 1920. évi nyári olimpiai játékokon, valamint az 1928. évi nyári olimpiai játékokon negyeddöntősök. 1920-ban a vigaszágon ezüstérmesek lettek. A spanyol játékosok között egyedüliként három olimpiai tornán szerepelt. 1936–1938 között a baszkföldi labdarúgó-válogatott edzőjeként is tevékenykedett. 
| Időpont         | Helyszín                      | Mérkőzés típusa             | Mérkőzés                          | Játékvezető  | Eredmény |
| --------------- | ----------------------------- | --------------------------- | --------------------------------- | ------------ | -------- |
| 1919. május 18. | Paseo Martínez Campos, Madrid | Spanyol labdarúgókupa döntő | Arenas Club de Getxo–FC Barcelona | Julián Ruete | 5 – 2    |

Még aktív játékos, amikor 1929-ben a Spanyol labdarúgó-szövetség (RFEF) minősítésével a Primera División bírójaként foglalkoztatták. Küldési gyakorlat szerint rendszeres partbírói szolgálatot is végzett. A nemzeti játékvezetéstől 1936-ban visszavonult. Primera División mérkőzéseinek száma: 33.
| Időpont           | Helyszín                         | Mérkőzés típusa                   | Mérkőzés                     | Eredmény |
| ----------------- | -------------------------------- | --------------------------------- | ---------------------------- | -------- |
| 1929. június 9.   | Vicente Calderón Stadion, Madrid | első Primera División mérkőzése   | Atlético de Madrid–CE Europa | 5 – 4    |
| 1936. március 29. | Camp Nou, Barcelona              | utolsó Primera División mérkőzése | FC Barcelona–CA Osasuna      | 5 – 0    |

A Spanyol labdarúgó-szövetség JB terjesztette fel nemzetközi játékvezetőnek, a Nemzetközi Labdarúgó-szövetség (FIFA) 1930-tól tartotta nyilván bírói keretében. A FIFA JB központi nyelvei közül a spanyolt beszélte. Több nemzetek közötti válogatott, valamint klubmérkőzésen partbíróként tevékenykedett. A  nemzetközi játékvezetéstől 1936-ban búcsúzott.